# مولکول کوچک
در زیست‌شناسی مولکولی و داروشناسی یک کوچک‌مولکول یا ریزمولکول (به انگلیسی: small molecule or micromolecule) برابر با مولکولی با وزن مولکولی کمتر از ۹۰۰ دالتون است.ترکیبات آلی که می‌توانند در نقش تنطیم‌کنندۀ فرایندهای زیستی عمل نمایند در مرتبه ۱ نانومتر قرار دارند. اغلب ترکیب‌های دارویی جزو کوچک‌مولکول‌ها محسوب می‌گردند.
حد بالایی مجاز برای وزن مولکولی کوچک‌مولکول‌ها حدود ۹۰۰ دالتون است که این محدوده، گسترۀ مجاز برای گذر مولکول از غشای سلولی برای رسیدن به موقعیت‌های هدف درون‌یاخته‌ای می‌دهد.